# L'Empreinte du passé (film, 1916)

L'Empreinte du passé est un film muet français réalisé par Léonce Perret et sorti en 1916.

## Fiche technique
- Réalisation : Léonce Perret
- Chef-opérateur : Georges Specht
- Société de production : Société des Établissements L. Gaumont
- Pays de production : France
- Format : Muet - Noir et blanc
- Genre : Film dramatique
- Date de sortie : 
  - France : 29 septembre 1916

## Distribution
- Deville : Philippe de Cize
- F. Litlecas : Nénesse
- Armand Dutertre : Pierre
- Valentine Petit : Madame Lormont
- Fabienne Fabrèges : Jacqueline Lormont
- J. Evans : Marie La Gaîté